# فدراسیون بسکتبال اسکاتلند
فدراسیون بسکتبال اسکاتلند (انگلیسی: Basketballscotland) نهاد اداره کننده ورزش بسکتبال در کشور اسکاتلند است. این فدراسیون که در سال ۱۹۴۷ تاسیس شده مقر آن در شهر ادینبرو قرار دارد.